# Бајиле Говора (Валча)
Бајиле Говора (рум. Băile Govora) насеље је у Румунији у округу Валча у општини Бајиле Говора. Oпштина се налази на надморској висини од 363 m.

## Становништво
Према подацима из 2011. године у насељу је живело 2862 становника.